# 德米耶內什蒂鄉
46°44′N 26°59′E / 46.733°N 26.983°E
德米耶內什蒂鄉（羅馬尼亞語：Comuna Dămienești, Bacău），是羅馬尼亞的鄉份，位於該國東北部，由巴克烏縣負責管轄，面積40平方公里，海拔高度198米，2007年人口1,921，人口密度每平方公里48人。